# La Merced, Buenaventura
La Merced är en ort i Mexiko.   Den ligger i kommunen Buenaventura och delstaten Chihuahua, i den nordvästra delen av landet, 1 400 km nordväst om huvudstaden Mexico City. La Merced ligger 1 494 meter över havet och antalet invånare är 102.
Terrängen runt La Merced är en högslätt. Runt La Merced är det mycket glesbefolkat, med 2 invånare per kvadratkilometer. Närmaste större samhälle är Buenaventura, 13,4 km sydost om La Merced. Omgivningarna runt La Merced är i huvudsak ett öppet busklandskap.